# Yawners
Yawners est un groupe espagnol de rock indépendant, originaire de Madrid.

## Histoire
Yanwers est un projet de la chanteuse-compositrice Elena Nieto, formé en 2014 à Madrid, rejointe plus tard par Martín Muñoz à la batterie. Le groupe sort son premier album, Dizzy en 2015, suivi de Just Calm Down, un album de 10 morceaux influencés par des groupes comme Weezer, Blink-182 et The Offspring.
Le groupe entame une tournée en France en 2022. La même année sort le nouveau single Suena Major. En 2023, ils sortent un clip du morceau Paranormal tourné avec le groupe Cala Vento. En 2025, Yawners commence l'année avec la sortie du single 1 de enero.

## Discographie partielle
- 2015 : Dizzy
- 2019 : Just Calm Down
- 2022 : Suena Major (single)
- 2025 : 1 de enero (single)